# Karl Sturm
Karl Sturm (ur. 22 stycznia 1935, zm. 28 września 2017 w Birkenwerder) – niemiecki aktor filmowy, telewizyjny i głosowy.

## Wybrana filmografia

### Filmy
- 1956: O dzielnym krawczyku (Das tapfere Schneiderlein) jako szósty rycerz
- 1977: Akcja pod Arsenałem jako SS–Oberscharführer Herbert Schultz
- 1979: Gwiazdy poranne jako Alfons Buratschek, tłumacz niemiecki
- 1980: Urodziny młodego warszawiaka jako oficer niemiecki w domu ojca Jerzego

### Seriale TV
- 1977: Telefon 110 (Polizeiruf 110: Die Abrechnung) jako dr Roth
- 1977: Telefon 110 (Polizeiruf 110: Trickbetrügerin gesucht) jako taksówkarz
- 1987: Telefon 110 (Polizeiruf 110: Abschiedslied für Linda) jako przedstawiciel sekcji
- 1989: Telefon 110 (Polizeiruf 110: Der Fund) jako porucznik Berg
- 1990: Telefon 110 (Polizeiruf 110: Warum ich) jako Winfried